# Navel

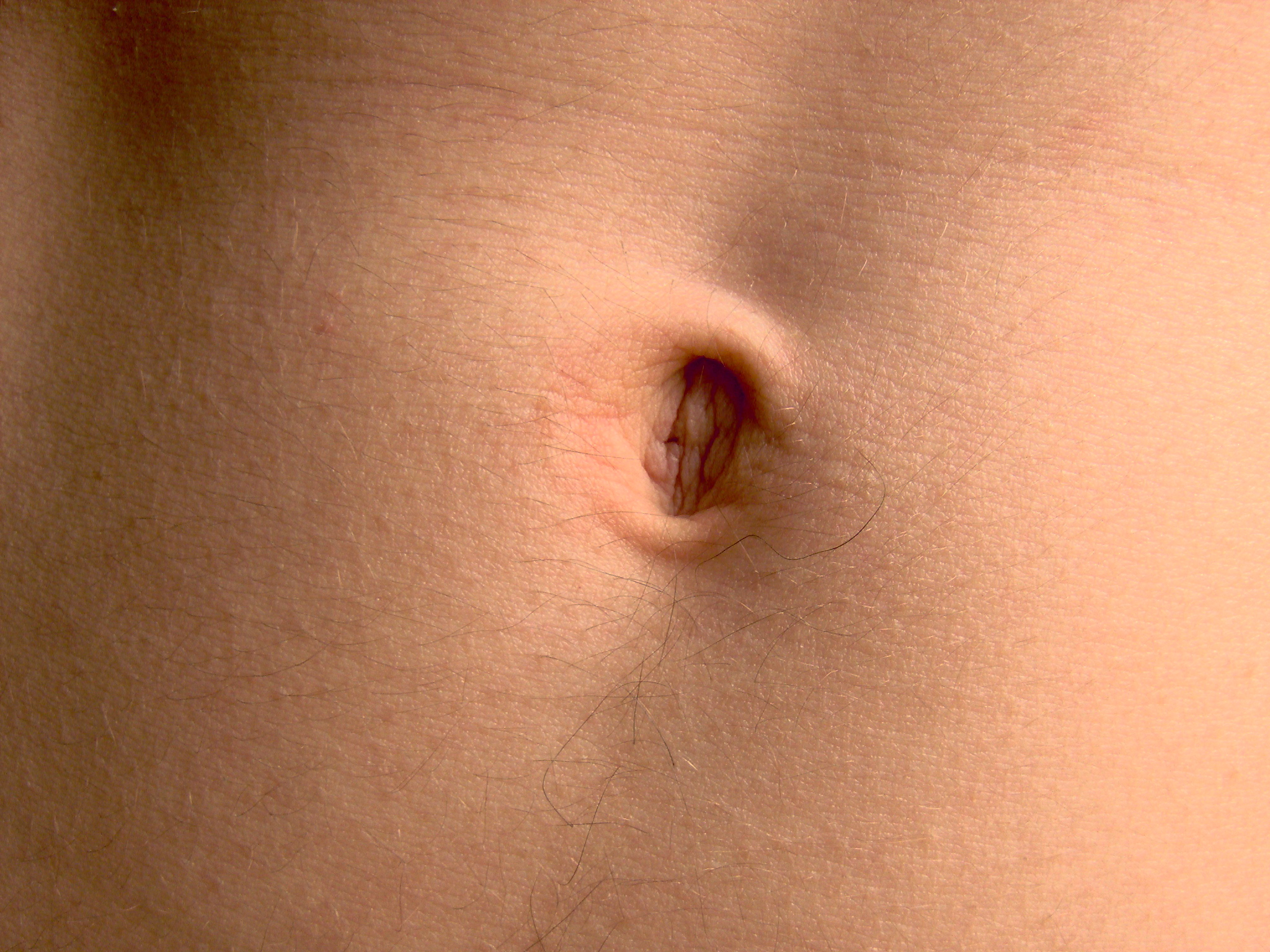
Navel van een mens

De navel is het litteken dat achterblijft na het verdrogen van de navelstreng. Na de geboorte en het verwijderen van de navelstreng groeit de navel samen en sluit zich. Het kan worden omschreven als het enige fysiologische litteken.
De navel heeft daardoor een symbolische betekenis van verbinding met het leven gekregen. De vorm van de menselijke navel is afhankelijk van de wijze waarop het litteken vergroeit. Er zijn vier veel voorkomende verschijningsvormen:
- het knoopje: een eerder platte navel die het uitzicht heeft van een ronde platte knoop,
- de innie: een ovale tot ronde holte die varieert in doorsnede en diepte, meest voorkomende verschijningsvorm
- de outie: een licht tot fel uitstulpende navel. Bij jonge kinderen verdwijnt de lichte uitstulping soms tijdens het opgroeien, meestal voor de leeftijd van twaalf jaar waardoor de navel een innie of een bolletje wordt, indien de uitstulping te fel is (navelbreuk) moet soms operatief worden ingegrepen om te corrigeren.
- het bolletje: is een innie met binnenin een lichte uitstulping in de vorm van een bolletje dat evenwel niet uit het putje uitpuilt.

De vorm van de navel verschilt bij iedereen in min of meerdere mate. Bij identieke tweelingen is de vorm van de navel soms een in het oog springend verschil. De vorm wordt immers deels bepaald door de wijze waarop het litteken heelt en vergroeit zodat bij tweelingen de navel soms van vorm, grootte en uitzicht kan verschillen.

## Medische aspecten van de navel
Na het afvallen van de navelstreng heeft de navel geen medische functie meer. Desondanks wordt de navel zelden verwijderd omdat het dan ontstane litteken minder elastisch is dan het originele litteken. Zelfs bij een buikwandcorrectie wordt de navel verplaatst, dit om esthetische redenen.

## Navel en religie
Een van de scheppingsverhalen van het hindoeïsme vertelt dat Brahma zich bevindt in de bloesem van een lotus die ontspruit aan de navel van Vishnoe. Vishnoe geeft dan de opdracht aan Brahma om de wereld te creëren.
In sommige stromingen van het christendom wordt tot op heden discussie gevoerd of de eerste mensen (Adam en Eva) een navel hadden of niet. Op een aantal middeleeuwse schilderijen zijn niet alleen de geslachtsdelen van Adam en Eva bedekt met een vijgenblad, maar is ook de locatie van de navel verborgen, een artistieke vrijheid van de kunstenaar om de controverse te vermijden. De controverse is als volgt:
- Als Adam een navel had, dan heeft God hem eruit laten zien alsof hij gewoon geboren is geworden en dus ouders had. Dit zou betekenen dat God mensen misleidt;
- Als Adam geen navel had, zou het betekenen dat Adam tot een andere soort zou behoren dan de (huidige) mens. Dit zou betekenen dat de erfzonde niet mogelijk is.

Zowel het bestaan van een God die liegt en bedriegt als het niet bestaan van de erfzonde is onverenigbaar met het christendom. Het is niet alleen dat dit probleem onoplosbaar is, maar in de middeleeuwen werd alleen al het benoemen van dit probleem als een doodzonde beschouwd.

## Navel van de wereld
Met navel van de wereld wordt een plaats aangeduid die het centrum of het begin van de cultuur zou zijn. Er zijn verschillende plaatsen die Navel van de Wereld worden genoemd. Volgens de Inca's was de plaats Cuzco (gelegen in Peru) de navel van de wereld. Ook het Paaseiland wordt wel de navel van de wereld genoemd. Volgens de Grieken bevond de navel van de Aarde zich in Delphi.

## Navel en seksualiteit
De navel kan een belangrijke rol in seksualiteit spelen. Voor sommigen is de navel een lichamelijke "hot spot" die een rol speelt bij het voorspel, tijdens de masturbatie of de eigenlijke geslachtsgemeenschap. In reclame en literatuur wordt soms de vrouwelijke navel geaccentueerd. Zo beschrijft Nabokov in zijn Lolita uitvoerig de navel van het jonge hoofdpersonage. Hetzelfde vinden we terug in "Het parfum" van Süskind die beschrijft hoe de moordenaar elke lichaamsgeur van zijn slachtoffer intens opneemt tot de geur in haar navel toe. Er bestaat een literaire bewerking over het verhaal van de bosnimf Daphne waarin de navel van het nimfje uitvoerig aan bod komt.